# Cinema femení

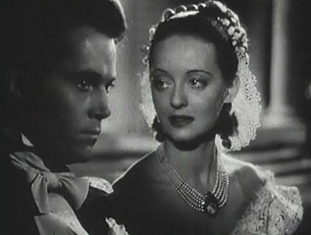
Bette Davis i Henry Fonda en Jezabel (Jezebel, 1938), una de les pel·lícules femenines per excel·lència. Davis interpreta a una dona bella del sud que perd al seu promès (Fonda) i la seva posició social quan desafia les convencions. Es redimeix a si mateixa mitjançant l'autosacrifici.

El cinema femení (en anglès: Woman's film) és un gènere cinematogràfic que presenta narratives centrades en les dones i està dissenyat per atraure una audiència femenina. Aquestes pel·lícules sovint exploren temes com les preocupacions relacionades amb la vida domèstica, la família, la maternitat, l'autosacrifici i el romanç. Van ser produïdes des de l'era del cinema mut fins als anys 50 i 60, amb el seu moment de màxima popularitat durant les dècades de 1930 i 1940, arribant al seu punt àlgid durant la Segona Guerra Mundial. Tot i que Hollywood va continuar realitzant pel·lícules amb alguns elements del cinema femení en la segona meitat del segle xx, el terme en si va desaparèixer als anys seixanta. Els directors com George Cukor, Douglas Sirk, Max Ophüls i Josef von Sternberg s'associen sovint amb aquest gènere. Actrius com Joan Crawford, Bette Davis i Barbara Stanwyck van ser algunes de les estrelles més destacades d'aquest tipus de cinema.
Els orígens del gènere es poden traçar des de les pel·lícules mudes de D. W. Griffith. Els historiadors i crítics de cinema van establir el gènere i el seu cànon de manera retrospectiva. Abans que el cinema femení es consolidés com un gènere definit a partir de la dècada de 1980, moltes de les pel·lícules clàssiques de dones eren considerades melodrames.
Dins del cinema femení s'inclouen pel·lícules creades per a una audiència femenina, escrites i dirigides majoritàriament per homes, mentre que el cinema feminista fa referència a obres realitzades per dones.

## Definició
En els primers inicis del cinema femení, aquest no es considerava un gènere completament independent. Mary Ann Doane, per exemple, va argumentar que no es tractava d'un “gènere pur”, ja que s'influïa i es combinava amb altres gèneres com el melodrama, el cinema negre, el gòtic i el cinema de terror. De manera similar, el teòric Scott Simmon va afirmar que el cinema femení ha estat tan difícil de definir que fins i tot es qüestiona la seva existència. Segons ell, es deu en part al fet que és un gènere d'oposició, que només pot ser definit en contrast amb gèneres centrats en els homes com el western i el cinema de gàngsters. A més, es va destacar que el cinema femení és un gènere més conceptualitzat des d'una perspectiva més crítica que industrial, ja que es va establir en retrospectiva i no en el moment de la seva producció. El cinema femení es va associar sovint amb el melodrama i altres termes com “drama”, “romanç”, “història d'amor”, “comèdia dramàtica” i “telenovel·la”, els quals es van utilitzar per descriure’l. A partir de la dècada de 1980, el cinema femení es va consolidar com un gènere reconegut. Tanmateix, Justine Ashby, una estudiosa del cinema, ha observat una tendència en el cinema britànic que ella anomena “eclipsi genèric”, en què pel·lícules que segueixen els principis del cinema femení són etiquetades com altres gèneres. Per exemple, Millions Like Us (1943) i Two Thousand Women (1944) han estat promocionades com a pel·lícules de guerra en lloc de pel·lícules femenines.
El cinema femení es distingeix d'altres gèneres perquè està principalment destinat a una audiència femenina. Segons la historiadora del cinema Jeanine Basinger, el primer objectiu d'aquest gènere és «col·locar la dona al centre de l'univers de la història». A diferència d'altres gèneres, especialment aquells orientats a un públic masculí, on les dones i les seves preocupacions ocupen un paper secundari, el cinema femení posa a la dona com a protagonista. Molly Haskell afegeix que aquesta centrada de la dona en la història pot ser vista com una compensació per tots els gèneres dominats per homes, com els de gàngsters, wéstern, cinema de guerra, policíacs, de suspens o d'aventures, on ella ha estat exclosa.
El segon propòsit, segons Basinger, és «reafirmar al final que la veritable feina de la dona és ser dona», presentant un ideal romàntic en què l'amor és la “carrera” que assegura la felicitat a la qual les dones han de voler arribar. El tercer propòsit del gènere, tal com el defineix Basinger, és «proporcionar una escapatòria visual temporal» en forma de fuita cap a un amor purament romàntic, la consciència sexual, el luxe o fins i tot el rebuig del rol femení."
El drama principal, si no l'únic, del cinema femení prové de la necessitat de l'heroïna de prendre una decisió crucial entre diverses opcions atractives però incompatibles, com l'amor romàntic o una carrera professional satisfactòria. Un camí serà moralment correcte i l'altre, tot i que incorrecte, proporcionarà alliberament. A mesura que les heroïnes de les pel·lícules són castigades per triar el camí erroni, però finalment es reconcilien amb els seus rols tradicionals com a dones, esposes i mares, Basinger sosté que les pel·lícules de dones «es contradiuen subtilment» i «reafirmen fàcilment l'statu quo de la vida femenina» mentre ofereixen poc alliberament, petites victòries o grans triomfs.

## Característiques
A diferència de les pel·lícules orientades a un públic masculí, que sovint es desenvolupen en exteriors, les produccions dirigides a dones solen situar-se en l'àmbit domèstic. Aquest enfocament condiciona la vida i el paper de la protagonista femenina, ja que queden definits per aquest entorn. A més, mentre que en les pel·lícules femenines els esdeveniments es vinculen amb moments socialment marcats com noces, graduacions o naixements, en les produccions destinades a un públic masculí l'acció es basa en històries que inclouen persecucions, combats o altres situacions dinàmiques.
Una altra característica es troba en els temes que aborden, sovint oposats als que predominen en el cinema dirigit als homes. En aquestes produccions femenines, destaquen la por de ser separades dels éssers estimats, un enfocament en les emocions i un fort caràcter humanitari. Això contrasta amb les pel·lícules masculines, on s'exploren la por a la intimitat, l'emocionalitat reprimida i la defensa de la individualitat.
Les trames de les pel·lícules femenines solen girar al voltant de temes com triangles amorosos, maternitat sense parella, romanços prohibits, l’ascens social o professional i les complexes relacions entre mare i filla. Narrativament, aquestes històries se centren en les accions de l’heroïna, marcades per sacrificis, patiment, decisions difícils i competició. Entre els subgèneres més comuns hi ha el melodrama maternal, la comèdia sobre dones professionals i les pel·lícules sobre dones paranoiques, un subgènere fonamentat en la sospita i la desconfiança.
Als anys quaranta, les produccions de Hollywood per a dones van integrar temes com la bogeria femenina, la depressió, la histèria i l'amnèsia, influenciades per la creixent popularitat de la psicoanàlisi. Pel·lícules com Now, Voyager (1942), Amor que mata (1947) i Johnny Belinda (1948) utilitzaven la bellesa com a símbol de salut mental, mentre que l’aparença descurada reflectia desequilibris emocionals. Aquests films suggerien que la protagonista podia recuperar la seva salut millorant el seu aspecte físic.
Un altre tema recurrent era l'amistat entre dones, encara que sovint es tractava de manera superficial, amb més èmfasi en les relacions i dedicació d’aquestes dones als homes que en els llaços entre elles mateixes.

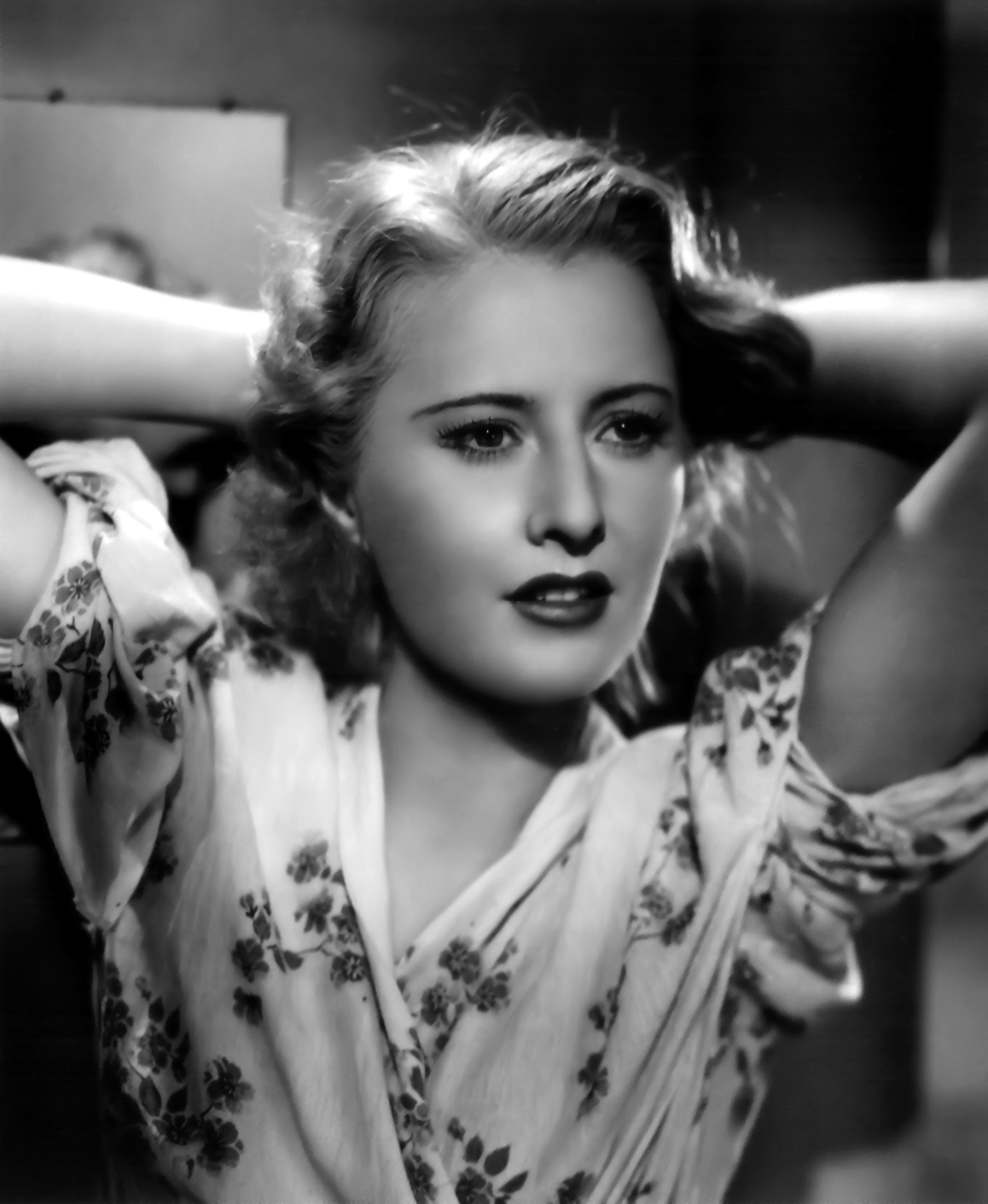
En Stella Dallas (1937) de King Vidor, Barbara Stanwyck interpreta a una mare de classe obrera que sacrifica el vincle amb la seva filla per a aconseguir que aquesta formi part de la classe alta.

D'altra banda, es presenta a la protagonista femenina en una doble faceta, assumint tant el paper de bona com el de malvada. Molly Haskell identifica tres tipus principals de dones que solen aparèixer en aquestes pel·lícules: l'extraordinària, l'ordinària i “l'ordinària que es torna extraordinària”. La dona extraordinària és un personatge carismàtic i singular, com Scarlett O'Hara o Jezabel, interpretat per actrius igualment excepcionals, com Vivien Leigh i Bette Davis, que aporten una força especial als seus rols.
Les protagonistes femenines poden ser independents i emancipades, descrites com “aristòcrates del seu sexe” que aconsegueixen transcendir les limitacions imposades per les seves identitats sexuals. Aquestes dones excepcionals es contraposen a les dones normals, que es veuen subordinades a les regles de les seves societats, limitades per la falta d'opcions per escapar de les seves circumstàncies.
D’altra banda, el tipus de dona ordinària que esdevé extraordinària és una figura que comença com a víctima de circumstàncies opressives, però, gràcies al sofriment, l’obsessió o el desafiament, aconsegueix convertir-se en la mestressa del seu destí. Aquest arc narratiu pot donar lloc a pel·lícules socialment conservadores o progressistes, segons la visió que ofereixen del personatge i del context social.
En aquest gènere també hi apareixen arquetips recurrents, com el marit infidel, “l'altre” (l'amant), la rival femenina, l'amiga de confiança (habitualment més gran que l'heroïna) i l'home asexual, sovint representat com algú de més edat que proporciona seguretat i luxe a la protagonista sense exigir-li cap relació sexual. Aquestes figures secundàries contribueixen a estructurar les dinàmiques i tensions narratives de les pel·lícules.
Un motiu recurrent en els woman's films de Hollywood és el de les germanes “doppelgänger”, sovint interpretades per la mateixa actriu. Aquestes germanes es divideixen en dos arquetips: una és bona i l’altra malvada, i sovint competeixen per l’amor del mateix home. Un exemple destacat són els papers dobles de Bette Davis a Una vida robada (1946) i d’Olivia de Havilland a The Dark Mirror (1946). La germana bona es caracteritza per ser passiva, dolça, emotiva i asexual, mentre que la malvada és assertiva, intel·ligent i eròtica. Aquest conflicte entre els dos personatges habitualment es resol amb la mort de la germana malvada, un final simbòlic que reafirma els valors tradicionals.
Pel que fa al woman's film britànic dels anys vuitanta, un element central és el tema de l'evasió. Aquestes pel·lícules ofereixen a les protagonistes una oportunitat per escapar dels seus rols sexuals i socials establerts, així com de la rutina de la vida quotidiana. L’evasió pot manifestar-se de diverses maneres: mitjançant un viatge a un lloc llunyà, com l'URSS a Letter to Brezhnev (1985) o Grècia a Shirley Valentine (1989); a través de l’educació, com es veu a Educant la Rita (1983); o fins i tot mitjançant el descobriment de la sexualitat, com a Wish you were here (1987). Aquestes trames ofereixen a les protagonistes un procés de transformació personal que desafia les seves limitacions preestablertes.

## Història
Moltes pel·lícules del gènere woman's films van ser produccions prestigioses que van comptar amb la participació de grans estrelles i directors de renom. Alguns estudiosos del cinema suggereixen que aquest gènere gaudia d’un suport considerable dins de la indústria cinematogràfica. No obstant això, altres argumenten que tant el gènere com el terme “woman's film” sovint tenien connotacions despectives, utilitzades per crítics per desacreditar determinades pel·lícules.
Durant els anys cinquanta, la producció d’aquest tipus de films va disminuir significativament. Aquesta tendència s'atribueix a l’augment de protagonisme masculí en els melodrames i a l’aparició de serials televisius, que van començar a abordar temàtiques similars. Encara que Hollywood va continuar produint pel·lícules amb elements i temes característics dels tradicionals woman's films durant la segona meitat del segle xx, el terme va caure en desús a partir dels anys seixanta.
El gènere va experimentar una revitalització a principis dels anys 70, amb intents d’actualitzar el clàssic woman's film per adaptar-lo als canvis socials i als nous costums. Aquest esforç es reflecteix en produccions com Alícia ja no viu aquí (1974) de Martin Scorsese, Una dona separada (1978) de Paul Mazursky, Beaches (1988) de Garry Marshall, i Tomàquets verds fregits (1991) de Jon Avnet.
D’altra banda, pel·lícules més recents com Les hores i Lluny del cel, ambdues de l’any 2002, també revisiten i reinterpreten elements del clàssic woman's film, oferint narratives contemporànies que s'inspiren en els temes i estructures d’aquest gènere tradicional.
En el context del cinema britànic, David Leland va recuperar la fórmula del woman's film dels anys vuitanta amb The Land Girls (1998). Aquesta pel·lícula narra la història de tres joves durant la Segona Guerra Mundial, en un moment en què les protagonistes troben l’oportunitat d’abandonar les seves vides anteriors.
Per la seva banda, Bend It Like Beckham (2002) posa l’accent en un dels temes clau del gènere: les amistats femenines. La trama gira al voltant del conflicte de la protagonista, que es debat entre les limitacions imposades per la seva educació tradicional Sikh i el seu somni de convertir-se en futbolista.
D’altra banda, Morvern Callar (2002), dirigida per Lynne Ramsay, s'inspira en la tradició del woman's film. La pel·lícula segueix una jove que decideix escapar a Espanya després de fer-se passar per l’autora de la novel·la del seu difunt nuvi. Tot i que els viatges i les experiències transformadores li ofereixen una aparent sensació d’alliberament, el film conclou amb la protagonista tornant al punt de partida.

## Resultat

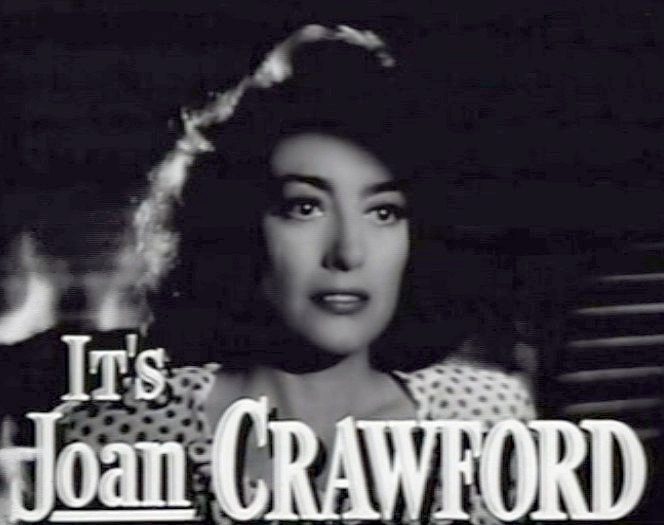
Imatge "It´s Joan Crawford"

Basinger assenyala que els woman's films van ser sovint criticats per reforçar valors tradicionals, especialment la idea que les dones només podien trobar felicitat a través de l'amor, el matrimoni i la maternitat. No obstant això, defensa que aquestes pel·lícules eren també “subtilment subversives”. Tot i que implicaven que una dona no podia conciliar plenament una carrera professional amb una vida familiar satisfactòria, també oferien una finestra cap a un món exterior a la llar, on les dones no estaven limitades al matrimoni, les tasques domèstiques o la criança dels fills. Aquestes històries sovint mostraven dones amb carreres reeixides, com ara periodistes, pilots, empresàries o restauradores.
Simon, per la seva banda, destaca que el gènere combinava elements de repressió i alliberament, tot desafiant les narracions més restrictives a través de recursos com la posada en escena, les interpretacions i els conflictes interns de les trames. A més, afirma que aquesta resistència es podia identificar fins i tot en alguns dels primers woman's films i que va establir un model per als films nord-americans de postguerra, com els de Douglas Sirk. Tanmateix, altres crítics argumenten que aquestes pel·lícules només reflectien una perspectiva repressiva i que els espectadors havien d'interpretar-les amb una visió invertida per extreure-hi un missatge alliberador. Per la seva part, Haskell critica el mateix terme “woman's film” i argumenta que:
Quina puntualització pot haver-hi més irrecusable respecte a les relacions entre homes i dones a Amèrica que la de la pròpia noció d'una cosa anomenada “woman's film”? (...) A una pel·lícula que se centra en les relacions entre homes no se'l designa despectivament com “man's film” (...), sinó com a “drama psicològic”.
Diversos woman's films han rebut elogis de la crítica, i algunes d'aquestes obres han estat seleccionades per al Registre Nacional de Cinema dels Estats Units (National Film Registry), que preserva pel·lícules considerades “cultural, històrica o estèticament significatives.” Entre aquestes produccions destacades s'inclouen títols com Va succeir una nit (1934), Imitació de la vida (1934), Jezebel (1938), Allò que el vent s'endugué (1939), The Women (1939), The Lady Eve (1941), Now, Voyager (1942), Mildred Pierce (1945), Carta d'una desconeguda (1948), Adam's Rib (1949), Tot sobre Eva (1950) i Només el cel ho sap (1955).